# Marisa Olislagers
Marisa Olislagers (Santpoort-Zuid, 9 september 2000) is een Nederlands voetbalspeelster. Ze speelt als verdediger voor Brighton & Hove Albion in de FA Women's Super League. In de Nederlandse Vrouwen Eredivisie kwam Olislagers uit voor ADO Den Haag en FC Twente.

## Clubcarrière
Olislagers speelde drie jaar bij CTO Amsterdam, en stapte vervolgens over naar ADO Den Haag. 
In september 2018 debuteerde Olislagers voor ADO Den Haag in de Nederlandse eredivisie-competitie, waar ze bijna alle wedstrijden speelde. In de zomer van 2019 verlengde ze haar contract met ADO voor een jaar.
Aan het begin van het seizoen 2020/21 maakte Olislagers de overstap naar FC Twente. Ze kwam vier seizoenen uit voor de Tukkers waarmee ze in de seizoenen 2021/22 en 2023/24 kampioen van de Vrouwen Eredivisie werd. Na afloop van het seizoen 2023/24 werd bekend dat het contract van Olislagers bij FC Twente niet werd verlengd en ze de club ging verlaten.
Olislagers tekende op 1 juli 2024 een tweejarig contract bij het Engelse Brighton & Hove Albion. Met deze club zal ze uitkomen in de FA Women's Super League.

## Statistieken
| Seizoen | Club         | Land      | Competitie   | Wedstrijden | Doelpunten |
| ------- | ------------ | --------- | ------------ | ----------- | ---------- |
| 2018/19 | ADO Den Haag | Nederland | Eredivisie   | 23          | 3          |
| 2019/20 | ADO Den Haag | Nederland | Eredivisie   | 11          | 1          |
| 2020/21 | FC Twente    | Nederland | Eredivisie   | 18          | 1          |
| 2021/22 | FC Twente    | Nederland | Eredivisie   | 24          | 4          |
| 2022/23 | FC Twente    | Nederland | Eredivisie   | 20          | 4          |
| 2023/24 | FC Twente    | Nederland | Eredivisie   | 22          | 5          |
| 2024/25 | Brighton     | Nederland | Super League | 12          | 1          |
| Totaal  | Totaal       | Totaal    | Totaal       | 130         | 19         |

Laatste update: aug 2021

## Interlandcarrière
Olislagers speelde voor Oranje O16, O17 en O19.
Op 29 november 2021 maakte Olislagers haar debuut bij de Oranje Leeuwinnen in een 0-0 gelijkspel met Japan.